# High/Low
Pour les articles homonymes, voir High.
Albums de Nada Surf
The Proximity Effect
(1998)
High/Low est le premier album du groupe de rock américain Nada Surf, sorti en 1996.
Il s'est classé à la 63e place du classement Billboard 200 aux États-Unis et à la 37e des charts en France, porté notamment par le single Popular (en), qui fait connaître le groupe et reste dans le Top 50 français de la semaine du 18 octobre 1996 à la semaine du 24 janvier 1997, en se hissant au mieux jusqu'à la 10e place durant la semaine du 15 novembre, ainsi qu'à la 11e du classement américain Alternative Songs . Les paroles de Popular, à l’exception du refrain, reprennent sur un ton ironique les conseils à l'intention des adolescentes du livre Penny's Guide to Teen-Age Charm and Popularity (1964) de Gloria Winters.

## Pistes de l'album
| No  | Titre           | Durée |
| --- | --------------- | ----- |
| 1.  | Deeper Well     | 3:55  |
| 2.  | The Plan        | 4:31  |
| 3.  | Popular (en)    | 3:48  |
| 4.  | Sleep           | 3:47  |
| 5.  | Stalemate       | 3:38  |
| 6.  | Treehouse       | 2:43  |
| 7.  | Icebox          | 3:17  |
| 8.  | Psychic Caramel | 4:00  |
| 9.  | Hollywood       | 2:20  |
| 10. | Zen Brain       | 4:28  |

## Singles
- Popular (en)
- Treehouse
- Deeper Well

## Accueil critique
Ned Raggett, de AllMusic, lui donne 3 étoiles sur 5. David Browne, d'Entertainment Weekly, lui donne la note de B-. Ryan Schreiber, de Pitchfork, lui donne la note de 7,4/10. Le site Sputnikmusic lui donne 3 étoiles sur 5.